# أليكس دا روزا
أليكس رودريغو دا روزا كوميليس (بالإسبانية: Álex Rodrigo da Rosa Comelles) (مواليد 1 يونيو 1976 في سانتياغو) لاعب كرة قدم بوليفي دولي يجيد اللعب في خط الوسط . يلعب حاليا لصالح نادي بوليفار البوليفي منذ 2010 .

## روابط خارجية
- أليكس دا روزا على موقع الاتحاد الدولي (مؤرشف)  (الإنجليزية)
- أليكس دا روزا على موقع إي إس بي إن إف سي (الإنجليزية)
- أليكس دا روزا على موقع قاعدة بيانات كرة القدم.إي يو (الإنجليزية)
- أليكس دا روزا على موقع ناشيونال فوتبول تيمز (الإنجليزية)
- أليكس دا روزا على موقع Soccerway.com (الإنجليزية)
- أليكس دا روزا على موقع عالم كرة القدم.نت (الإنجليزية)